# Hypochilus bernardino
Hypochilus bernardino is een spinnensoort uit de familie Hypochilidae. De soort komt voor in de Verenigde Staten.